# 報徳学園事件
報徳学園事件（ほうとくがくえんじけん）は、日本で発生した労使紛争。

## 概要

### 事件の経緯
原告となる人物は、1999年度に雇用期間1年と定めた報徳学園中学校・高等学校の美術科の非常勤講師として採用され勤務し、2000年3月をもって一旦退職する。2001年度に再び非常勤講師として採用され勤務し、2002年度へも契約更新される。2004年度に雇用期間1年と定めた常勤講師として採用され、2005年度へも契約更新される。2004年度の採用時に、当時の校長から1年間しっかり頑張れば専任教諭になれると言われていた。2005年度への更新の面談の際に担任を受け持つことを求められて、了承して更新する。2006年度への更新の面談の際に、校長から常勤講師の上限は3年であると説明され、2007年度については白紙と告げられる。2006年11月頃、法人は常勤講師に対して2007年度の契約教職員として雇用を希望する場合には書面を提出するように求めたが、これに対して原告となる人物は常勤講師か専任教諭としての採用を希望する書面を提出する。校長はこれに対して常勤講師としての雇用を希望する旨の記載をするように指導して、これに従う。法人は2007年2月23日に原告となる人物に雇用契約を修了する通知をするが、3月2日にこれを承服できないと法人に通知。法人は3月25日をもって退職扱いとし、3月31日に退職金を支給した。

### 裁判

#### 下級審
常勤講師であった人物は法人に対して、この契約更新の拒絶は無効として、地位確認と雇止め以降の賃金の支払いを要求する裁判を起こす。2008年10月14日に神戸地方裁判所で判決が下され、常勤講師であった原告の勝ちとなる。理由は校長からは2007年度は白紙と告げられたが、常勤講師は以降もずっと報徳学園で勤務したいとの旨を告げていた。そしてこの校長が白紙と告げたことは、2006年度の雇用契約に解雇予告を付す旨の意思表示をしたものと認めることはできない。このためこれをもって雇用契約を当然終了すると認めることはできない。原告の雇止め後である2007年度に学園は新たに1人の美術科の非常勤講師を採用していることから、常勤講師を継続雇用することができない経営上の必要性があったとは認められない。このため本件での雇止めには合理的な理由は無く無効と認められる。原告には常勤講師としての地位を有すると認め、雇用期間の満了時に雇用契約を更新したことと同一とする。これに基づき、原告には各給与の支払日における給与と遅延金の支払いの請求を認めるとされた。

#### 上級審
法人は神戸地方裁判所の判決に対して控訴する。2010年2月12日に大阪高等裁判所で判決が下され、ここでは下級審の判決を覆して法人の勝ちとなる。2004年度の採用時に校長から専任教諭になれると言われていたことは、校長からによる主観的なものであり、客観的な根拠があるわけではない。それから専任教諭に採用されず、2006年度の雇用契約以前である2005年度を限りとした1人の常勤講師の雇止めが行われていたことを考慮すれば、それ以降は専任教諭への期待は減少あるいは消滅していたと認めるのが相当で、専任講師に採用する合理的な根拠が乏しいものになっていたというべき。原告と被告との間で常勤講師としての期間は3年までであると認識されているため、常勤講師が3年を超えて雇用契約が更新されると合理的な期待を持つことはありえないとされた。
2010年9月9日、最高裁判所は上告を受理しないと決定したため、報徳学園の勝ちが確定した。